# Jon Fitch
Jonathan Parker Fitch (Fort Wayne, 24 de fevereiro de 1978) é um lutador de MMA norte-americano, atualmente campeão do Peso Meio Médio do World Series of Fighting . Fitch  competiu no Peso Meio Médio do UFC, alcançando 17 lutas de invencibilidade, até perder para o então campeão Georges St-Pierre. Em Outubro de 2012, Fitch foi listado como o lutador número #5 do mundo da divisão dos Meio Médios pelo Sherdog.

## Histórico
Após concluir o ensino médio na instituição Carroll High School (Fort Wayne, Indiana), Fitch se matriculou em Purdue University em 1997 e graduando-se em 2002 como Bacharel em Educação Física com ênfase em História.
O dinheiro e a fama que muitos atletas estavam alcançado por meio do MMA chamou atenção de Fitch, que deu início a sua carreira no MMA no mesmo ano que se graduou na Purdue University.

## Carreira no MMA
Jon Fitch começou sua carreira nos Meio Pesados com um recorde de quatro vitórias, duas derrotas e um sem resultado. Fitch percebeu então que o esporte exigia uma dedicação integral e uma formação de alto nível então ele se mudou para San Jose, Califórnia para treinar na American Kickboxing Academy.
Nas sete lutas seguidas, Fitch acumulou vitórias sobre lutadores como Shonie Carter, Alex Serdyukov e Jeff Joslin. Depois de não conseguir fazer o processo de seleção para a primeira temporada de The Ultimate Fighter, uma decisão de última hora pela equipe de produção que deixou Fitch preso em um aeroporto com sua bagagem já embarcada, ele ganhou uma luta no UFC em 3 de outubro de 2005, onde Fitch derrotou Brock Larson na categoria dos Médios.

### Descida para Meio-Médios
Após descer para a categoria dos Meio Médios, Fitch venceu as seis primeiras lutas que disputou contra Josh Burkman, Thiago Alves, Luigi Fioravanti e Diego Sanchez. Com essa sequência de vitórias, Fitch passou a ser visto como um possível concorrente pelo cinturão da categoria. No UFC 82, Fitch derrotou Chris Wilson por decisão unânime. O Presidente do UFC Dana White elogiou a performance do atleta dentro do octógono e o indicou para a disputa do cinturão; que aconteceria com vencedor do UFC 83 entre Georges St. Pierre e Matt Serra.

### Luta pelo cinturão
Fitch foi derrotado por Georges St. Pierre por decisão unânime 50-43, 50-44, 50-44 no UFC 87.
Caso vencesse, Fitch alcançaria 9 vitórias consecutivas no UFC, superando a sequencia de oito vitórias do Royce Gracie (esse recorde foi quebrado em agosto de 2011 por Anderson Silva).

### Volta à disputa do título
Fitch foi liberado do UFC no dia 20 de novembro de 2008. A disputa era sobre sua relutância em assinar um contrato vitalício para permitir que seu nome e imagem para ser usado em um vídeo game da UFC lançado com THQ. No final, a Fitch acabou assinando um contrato de licenciamento que permitirá que o UFC para apresentá-lo em sua libertação jogo UFC Undisputed e voltou para o UFC. O exílio do UFC durou menos de 24 horas.
Fitch ganhou do veterano do PRIDE Fighting Championships, Akihiro Gono por decisão unânime no UFC 94. Ainda derrotou Paulo Thiago por decisão unânime em UFC 100. Fitch era esperado para enfrentar Ricardo Almeida em 21 de novembro de 2009, no UFC 106, mas devido a uma lesão no joelho de Almeida, a luta foi cancelada, Fitch foi então programado para enfrentar Thiago Alves em 12 de dezembro 2009, UFC 107 em uma revanche muito esperada. No entanto, Alves sofreu uma lesão e foi forçado a sair do card, Mike Pierce o substituiu. Fitch derrotou Pierce por decisão unânime (29-28, 29-28, 29-28).
Fitch era esperado para finalmente enfrentar Thiago Alves em 27 de março de 2010 no UFC 111: St. Pierre vs. Hardy, mas em 25 de março de 2010, Alves foi forçado a sair do card devido a uma irregularidade no cérebro que apareceu em um exame de pré-luta. Então Ben Saunders substituiu Alves. Ele ganhou a luta por decisão unânime.
A revanche entre Alves e Fitch, anteriormente agendada para o UFC 107 e UFC 111 foi movida para UFC 115, e mais uma vez mais a luta foi movido até que, finalmente, que teve lugar no UFC 117. Esta luta foi confirmada para definir o desafiante n°1 para o Cinturão Meio Médio do UFC, Alves não bateu o peso, pesando 171,5 lbs, significando que ele teve que desistir de 20% de sua bolsa luta. Fitch derrotou Alves por decisão unânime. Mais tarde Dana White fez observações da maneira das vitórias de Fitch (principalmente as por decisão, em vez de elogiá-lo) e falta de empolgação dos fãs do UFC com suas lutas. Após a vitória de Jake Shields sobre Martin Kampmann em UFC 121, White confirmou Shields como o próximo desafiante ao Cinturão da categoria, deixando o status da Fitch não confirmado na divisão.
Fitch era esperado para enfrentar Jake Ellenberger em 5 de fevereiro de 2011 em UFC 126. Mas, depois que BJ Penn derrotou Matt Hughes no UFC 123, o presidente do UFC Dana White decidiu colocar Penn para enfrentar Fitch em 27 de fevereiro de 2011 no UFC 127 na Austrália. No final da luta os juízes deram para 29-28 para Fitch, 28-28 e 28-28. Foi declarado um empate majoritário.
Quando Joe Rogan perguntou se Fitch gostaria de uma revanche, Fitch respondeu que ele quer outra luta pelo título mais do que qualquer coisa. A revanche com Penn era esperado para ocorrer em 2 de julho de 2011 em UFC 132, mas no final de março, a Fitch retirou-se da luta com uma lesão.
Após meses de lidar com uma lesão no ombro, Fitch voltou a lutar. Dr. Kavitne me deu o ok para lutar, ele twittou. Fitch não fez segredo de seu pequeno desejo de lutar no card do UFC 139 que ocorreu na cidade de sua residência, San Jose, Califórnia.
Fitch enfrentou Johny Hendricks em 30 de dezembro de 2011, UFC 141. Ele foi nocauteado em 12 segundos a luta.
Fitch era esperado para enfrentar Aaron Simpson em 11 de julho de 2012 no UFC on Fuel TV: Muñoz vs. Weidman. No entanto, Fitch retirou-se da luta citando uma lesão no joelho e foi substituído pelo veterano Kenny Robertson.
Sem lutar desde Dezembro, Fitch estava totalmente recuperado da lesão e foi confirmado no UFC 153 no Rio de Janeiro, no dia 13 de outubro de 2012 contra Erick Silva. Fitch derrotou Silva por decisão unânime e recebeu o premio Luta da Noite. Antes da luta, ele mencionou em entrevistas que, se ele perdesse a luta, ele teria de parar com seu treinamento e começar a trabalhar para ajudar a sua família desde que ele estava tendo realmente enormes problemas financeiros. Depois de vencer, ele disse que salvou a sua carreira no MMA.
Fitch enfrentou Demian Maia em 2 de fevereiro de 2013, no UFC 156. Fitch perdeu por Decisão Unânime.
Em 20 de fevereiro de 2013, a notícia de que Fitch havia sido demitido do UFC, chocou todos por ele ser um dos tops no ranking da categoria. O presidente do UFC Dana White declarou que a demissão foi por conta da má fase vivida pelo lutador e que o mesmo era muito caro para ser colocado em um card preliminar, mas disse que Fitch poderia voltar em breve.

### WSOF
Fitch fez sua estreia no WSOF em 14 de junho de 2013 no WSOF 3, contra Josh Burkman, em uma revanche da luta ocorrida no Ultimate Fight Night 4, onde Fitch perdeu por finalização. Fitch foi finalizado em uma guilhotina em apenas 41 segundos do primeiro round após não bater e apagar.
A segunda luta de Fitch na organização foi contra Marcelo Alfaya em 26 de outubro de 2013 no WSOF 6. Ele venceu a luta por decisão dividida.
Fitch era esperado para enfrentar Rousimar Palhares em 5 de julho de 2014 no WSOF 11 pelo Cinturão Meio Médio do WSOF. Porém, um problema pessoal tirou Palhares da luta e ele foi substituído pelo estreante no WSOF e também veterano do UFC, Jake Shields, mas então Shields se lesionou. Foi então substituído por Dennis Hallman, e Fitch venceu por decisão unânime. 
Fitch foi escalado para lutar pelo cinturão do WSOF contra Rousimar Palhares e perdeu por finalização no  primeiro round 
Fitch lutou contra Yushin Okami no Wsof 24 e venceu por decisão unânime. 
Fitch foi escalado para lutar pelo cinturão vago no WSOF 30 no dia 2 de maio de 2016 contra João Zeferino, Fitch venceu por decisão unânime e se tornou campeão meio-médio do World Series of Fighting.

## Vida pessoal
Jon e sua namorada de longa data Michele ficaram noivos no dia após o UFC 100. Eles casaram em 4 de setembro de 2010.

## Campeonatos e realizações

### Artes marciais misturadas
- World Series of Fighting 
  - Cinturão Meio Médio do WSOF

- Ultimate Fighting Championship
  - Luta da Noite (Duas vezes)
  - Fitch e Georges St-Pierre detêm o recorde de o maior número de vitórias por decisão no UFC. Ele já ganhou 10 lutas por meio de decisão.
  - Jon Fitch acertou 2,149 golpes em sua carreira no UFC e lidera essa estatistica após passar Georges St-Pierre acertando 82 golpes contra Erick Silva.

## Cartel no MMA
| Cartel no MMA   |             |            |
| 40 lutas        | 31 vitórias | 7 derrotas |
| Por nocaute     | 5           | 2          |
| Por finalização | 6           | 3          |
| Por decisão     | 20          | 2          |
| Empates         | 1           | 1          |
| No contest      | 1           | 1          |

| Res.    | Cartel     | Oponente           | Método                             | Evento                                 | Data       | Round | Tempo | Local                     | Notas                                                                             |
| ------- | ---------- | ------------------ | ---------------------------------- | -------------------------------------- | ---------- | ----- | ----- | ------------------------- | --------------------------------------------------------------------------------- |
| Derrota | 31-8-2 (1) | Neiman Gracie      | Finalização (chave de calcanhar)   | Bellator 246                           | 12/09/2020 | 2     | 4:47  | Uncasville, Connecticut   | Anunciou a sua aposentadoria.                                                     |
| Empate  | 31-7-2 (1) | Rory MacDonald     | Empate (majoritário)               | Bellator 220                           | 27/04/2019 | 5     | 5:00  | San José, Califórnia      | Quartas de final do Grand Prix dos Pesados; Pelo Cinturão Meio Médio do Bellator. |
| Vitória | 31-7-1 (1) | Paul Daley         | Decisão (unânime)                  | Bellator 199: Bader vs. King Mo        | 12/05/2018 | 3     | 5:00  | São José, Califórnia      | Estreia no Bellator.                                                              |
| Vitória | 30-7-1 (1) | Brian Foster       | Finalização (mata leão)            | PFL Daytona                            | 30/06/2017 | 2     | 3:12  | Daytona Beach, Flórida    |                                                                                   |
| Vitória | 29-7-1 (1) | Jake Shields       | Decisão (unânime)                  | WSOF 34                                | 31/12/2016 | 5     | 5:00  | Nova Iorque               | Defendeu o Cinturão Meio Médio do WSOF.                                           |
| Vitória | 28-7-1 (1) | João Zeferino      | Decisão (unânime)                  | WSOF 30                                | 02/04/2016 | 5     | 5:00  | Las Vegas, Nevada         | Venceu o Cinturão Meio Médio do WSOF.                                             |
| Vitória | 27-7-1 (1) | Yushin Okami       | Decisão (unânime)                  | WSOF 24                                | 18/10/2015 | 3     | 5:00  | Connecticut, Mashantucket |                                                                                   |
| Derrota | 26-7-1 (1) | Rousimar Palhares  | Finalização (chave de perna)       | WSOF 16                                | 14/12/2014 | 1     | 1:30  | Sacramento, Califórnia    | Pelo Cinturão Meio Médio do WSOF.                                                 |
| Vitória | 26-6-1 (1) | Dennis Hallman     | Decisão (unânime)                  | WSOF 11                                | 05/07/2014 | 3     | 5:00  | Daytona Beach, Flórida    |                                                                                   |
| Vitória | 25-6-1 (1) | Marcelo Alfaya     | Decisão (dividida)                 | WSOF 6                                 | 26/10/2013 | 3     | 5:00  | Coral Gables, Flórida     |                                                                                   |
| Derrota | 24-6-1 (1) | Josh Burkman       | Finalização Técnica (guilhotina)   | WSOF 3                                 | 14/06/2013 | 1     | 0:41  | Las Vegas, Nevada         | Estreia no WSOF.                                                                  |
| Derrota | 24-5-1 (1) | Demian Maia        | Decisão (unânime)                  | UFC 156                                | 02/02/2013 | 3     | 5:00  | Las Vegas, Nevada         |                                                                                   |
| Vitória | 24-4-1-(1) | Erick Silva        | Decisão (unânime)                  | UFC 153                                | 13/10/2012 | 3     | 5:00  | Rio de Janeiro            | Luta da Noite                                                                     |
| Derrota | 23-4-1-(1) | Johny Hendricks    | Nocaute (soco)                     | UFC 141                                | 30/12/2011 | 1     | 0:12  | Las Vegas, Nevada         |                                                                                   |
| Empate  | 23-3-1-(1) | B.J. Penn          | Empate (majoritário)               | UFC 127                                | 27/02/2011 | 3     | 5:00  | Sydney                    |                                                                                   |
| Vitória | 23-3-(1)   | Thiago Alves       | Decisão (unânime)                  | UFC 117                                | 07/08/2010 | 3     | 5:00  | Oakland, Califórnia       | Peso Casado (171.5 lb); Alves não bateu o peso                                    |
| Vitória | 22-3-(1)   | Ben Saunders       | Decisão (unânime)                  | UFC 111                                | 27/03/2010 | 3     | 5:00  | Newark, Nova Jersey       |                                                                                   |
| Vitória | 21-3-(1)   | Mike Pierce        | Decisão (unânime)                  | UFC 107                                | 12/12/2009 | 3     | 5:00  | Memphis, Tennessee        |                                                                                   |
| Vitória | 20-3-(1)   | Paulo Thiago       | Decisão (unânime)                  | UFC 100                                | 11/07/2009 | 3     | 5:00  | Las Vegas, Nevada         |                                                                                   |
| Vitória | 19-3-(1)   | Akihiro Gono       | Decisão (unânime)                  | UFC 94                                 | 31/01/2009 | 3     | 5:00  | Las Vegas, Nevada         |                                                                                   |
| Derrota | 18-3-(1)   | Georges St-Pierre  | Decisão (unânime)                  | UFC 87                                 | 09/08/2008 | 5     | 5:00  | Minneapolis, Minnesota    | Pelo Cinturão Meio Médio do UFC. Luta da Noite                                    |
| Vitória | 18-2-(1)   | Chris Wilson       | Decisão (unânime)                  | UFC 82                                 | 01/03/2008 | 3     | 5:00  | Columbus, Ohio            |                                                                                   |
| Vitória | 17-2-(1)   | Diego Sanchez      | Decisão (dividida)                 | UFC 76                                 | 26/09/2007 | 3     | 5:00  | Anaheim, Califórnia       |                                                                                   |
| Vitória | 16-2-(1)   | Roan Carneiro      | Finalização (mata leão)            | UFC Fight Night 10                     | 12/06/2007 | 2     | 1:07  | Hollywood, Flórida        |                                                                                   |
| Vitória | 15-2-(1)   | Luigi Fioravanti   | Finalização (mata leão)            | UFC 68                                 | 03/03/2007 | 2     | 3:05  | Columbus, Ohio            |                                                                                   |
| Vitória | 14-2-(1)   | Kuniyoshi Hironaka | Decisão (unânime)                  | UFC 64                                 | 14/10/2006 | 3     | 5:00  | Las Vegas, Nevada         |                                                                                   |
| Vitória | 13-2-(1)   | Thiago Alves       | Nocaute Técnico (pedalada e socos) | UFC Fight Night 5                      | 28/06/2006 | 2     | 4:37  | Las Vegas, Nevada         |                                                                                   |
| Vitória | 12-2-(1)   | Josh Burkman       | Finalização (mata leão)            | UFC Fight Night 4                      | 06/04/2006 | 2     | 4:57  | Las Vegas, Nevada         | Luta no peso-meio-médio.                                                          |
| Vitória | 11-2-(1)   | Brock Larson       | Decisão (unânime)                  | UFC Ultimate Fight Night 2             | 03/10/2005 | 3     | 5:00  | Las Vegas, Nevada         | Estreia no UFC.                                                                   |
| Vitória | 10-2-(1)   | Jeff Joslin        | Decisão (dividida)                 | Freedom Fight: Canada vs USA           | 09/07/2005 | 3     | 5:00  | Hull, Quebec              |                                                                                   |
| Vitória | 9-2-(1)    | Alex Serdyukov     | Nocaute Técnico (socos)            | MMA Mexico: Day 1                      | 17/12/2004 | 2     | 2:15  | Ciudad Juárez             |                                                                                   |
| Vitória | 8-2-(1)    | Jorge Ortiz        | Decisão (unânime)                  | MMA Mexico: Day 1                      | 17/12/2004 | 3     | 5:00  | Ciudad Juárez             |                                                                                   |
| Vitória | 7-2-(1)    | Mike Seal          | Nocaute Técnico (lesão)            | MMA Mexico: Day 1                      | 17/12/2004 | 2     | 2:35  | Ciudad Juárez             |                                                                                   |
| Vitória | 6-2-(1)    | Kengo Ura          | Decisão (unânime)                  | Venom: First Strike                    | 18/09/2004 | 2     | 5:00  | Las Vegas, Nevada         |                                                                                   |
| Vitória | 5-2-(1)    | Shonie Carter      | Finalização (slam)                 | Shooto USA: Warrior Spirit – Evolution | 14/11/2003 | 3     | 0:41  | Las Vegas, Nevada         |                                                                                   |
| Vitória | 4-2-(1)    | Gabe Garcia        | Nocaute Técnico (socos)            | X-1                                    | 06/09/2003 | 1     | 2:41  | Yokohama                  |                                                                                   |
| Vitória | 3-2-(1)    | Kyle Jensen        | Decisão (unânime)                  | Battleground 1: War Cry                | 19/07/2003 | 3     | 5:00  | Chicago, Illinois         |                                                                                   |
| NC      | 2-2-(1)    | Solomon Hutcherson | Sem resultado                      | HOOKnSHOOT 1.1                         | 08/03/2003 | 2     | N/A   | Evansville, Indiana       | Hutcherson acertou um chute ilegal em Fitch, abrindo um corte.                    |
| Derrota | 2-2        | Wilson Gouveia     | Nocaute (joelhada)                 | HOOKnSHOOT 1                           | 13/12/2002 | 1     | 3:38  | Fort Lauderdale, Flórida  |                                                                                   |
| Vitória | 2-1        | Eric Tix           | Nocaute (soco)                     | Ultimate Wrestling                     | 07/09/2002 | 1     | 0:07  | Fridley, Minnesota        |                                                                                   |
| Vitória | 1-1        | Dan Hart           | Finalização (guilhotina)           | Ultimate Wrestling                     | 07/09/2002 | 1     | 1:14  | Fridley, Minnesota        |                                                                                   |
| Derrota | 0-1        | Mike Pyle          | Finalização (mata leão)            | RFC 1: The Beginning                   | 13/07/2002 | 1     | 2:35  | Las Vegas, Nevada         |                                                                                   |